# Leopold Eckhart (Politiker, 1905)
Leopold Eckhart  (* 8. Mai 1905 in Gansbach; † 2. August 1990 in St. Pölten) war ein österreichischer Politiker (SPÖ) und Landwirt. Er war von 1960 bis 1962 Abgeordneter zum österreichischen Nationalrat.

## Leben
Eckhart besuchte eine dreiklassige Volksschule sowie die landwirtschaftliche Winterschule. Er übernahm als Landwirt 1931 den elterlichen Hof. Im Jahr 1923 trat er der Sozialdemokratischen Partei bei, 1950 wurde er Ortsparteivorsitzender der SPÖ Gansbach. Er vertrat die SPÖ zwischen dem 13. Juni 1960 und dem 14. Dezember 1962 im Nationalrat.